# VDL Bova
VDL Bova, frem til 2003 kun Bova, er en nederlandsk busfabrikant, som tilhører VDL Groep.
Firmaet har siden 1931 bygget turistbusser på hovedsædet i Valkenswaard.

## Modelprogram
Bova er frem for alt kendt for Bova Futura, en turistbus med strømlineformet karrosseri introduceret i 1982 og med DAF-motor. På samme grundkonstruktion bygger den mere luksuriøse Bova Magiq.
Derudover findes der modellerne Lexio og Synergy, som er udviklet i VDL-regi sammen med søsterfirmaerne Berkhof og Jonckheere. Lexio er en regionalbus, Synergy en dobbeltdækkerturistbus.
Af historiske modeller kan nævnes Bova Europa og Bova Calypso.

## Fremtid
På Frankfurt Motor Show 2010 udstillede VDL modellen VDL Futura, hvor varemærket Bova helt er droppet. Modellen skal afløse såvel Bova Futura som Bova Magiq.